# Editorial Tria Llibres
La Editorial Tria Llibres es una editorial española con sede en Barcelona fundada en 2009. Edita en lengua catalana y tiene subsedes en la Comunidad Valenciana y las Islas Baleares. Además, cuenta con una oficina en Nueva York. Es una de las primeras editoriales de Cataluña basada íntegramente en la tecnología de impresión digital por encargo, una nueva fórmula tecnológica que ha revolucionado la edición y la difusión de libros.
Tria Llibres es el primer sello de la Associació Cultural Editorial Tria, formada por un grupo de profesionales de la edición y el diseño gráfico, la gestión cultural, la lengua, las humanidades, la economía, las nuevas tecnologías de la información y la comunición, el periodismo y la ciencia.

## Colecciones y autores

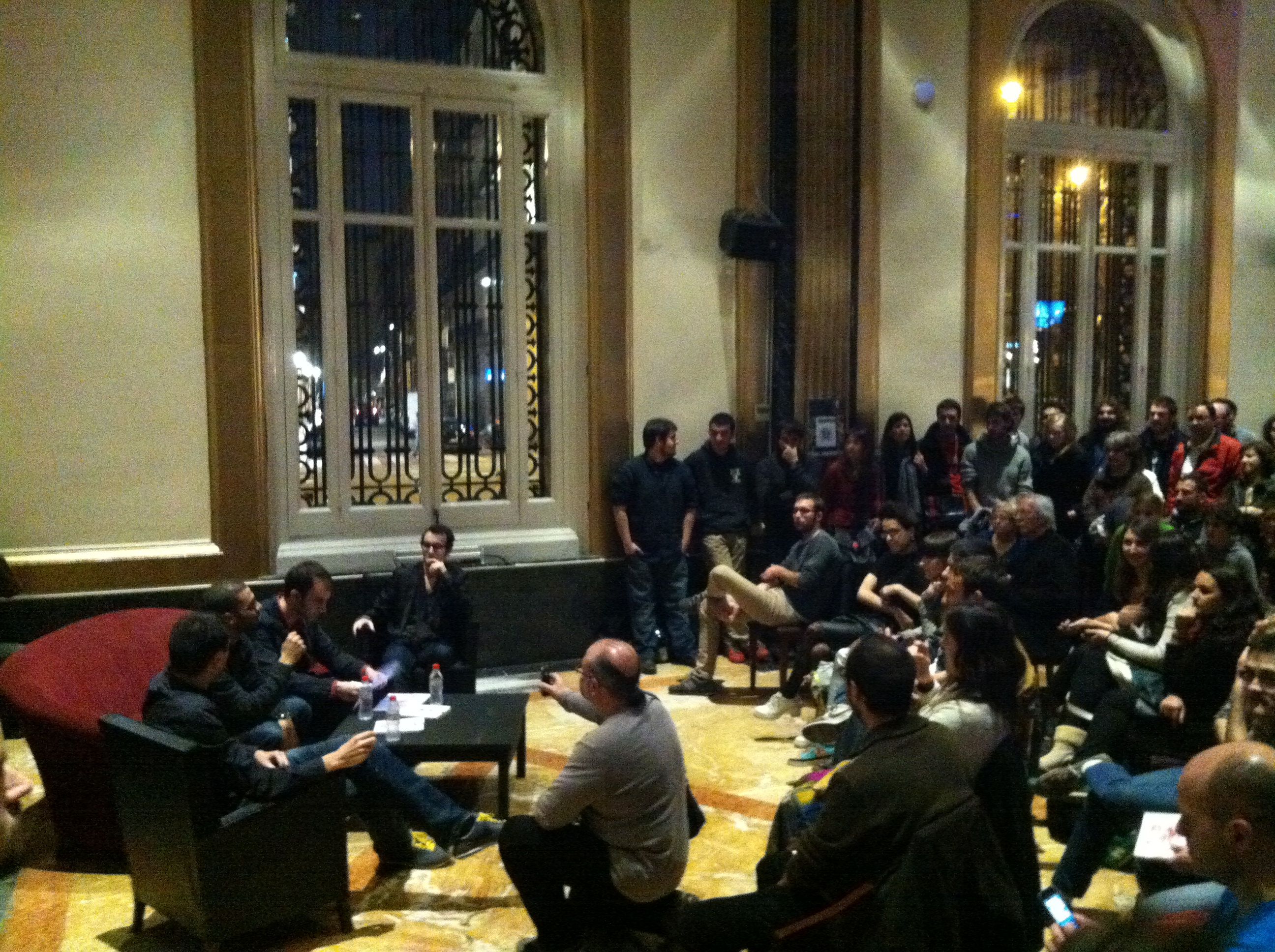
Presentación del libro Hawaii Meteor, de Jair Domínguez.

Tria Llibres publica las colecciones Tria de Narrativa, Tria d'Assaig, Tria de Poesia y Tria de Teatre. En su catálogo encontramos autores como el periodista y guionista Jair Domínguez, el lingüista Jesús Tuson, el historiador e investigador Antoni Tugores, el profesor de Derecho constitucional Héctor López Bofill, los escritores Santiago Forné, Carles Bellver, Pau Palacios, Jakob Gramss y Josep Lluís Roig, y los poetas Enric Casasses, Bernat Nadal, Jaume C. Pons Alorda, Pau Vadell, Joan Tomàs Martínez, Sílvie Rothkovic, Sairica Rose, Lluís Massanet o Sara Bailac.